# Nils Bothen
Nils Bothen (* 1970 in Bremerhaven) ist ein Bremer Politiker (SPD) und seit 2023 Mitglied der Bremischen Bürgerschaft.

## Biografie

### Ausbildung und Beruf
Bothen absolvierte eine Ausbildung zum Industriemechaniker. Vor seiner Wahl in die Bürgerschaft amtierte er zuletzt als Betriebsratsvorsitzender einer Werft.

### Politik
Bothen gehört der SPD seit 2013 an und ist Mitglied im Vorstand des SPD-Ortsvereins Wulsdorf. Er ist seit 2015 Stadtverordneter in Bremerhaven. Bei der Bürgerschaftswahl in Bremen 2023 erhielt er über die Landesliste Bremerhaven ein Abgeordnetenmandat in der Bremischen Bürgerschaft.
Er ist aktuell Beisitzer und Sprecher für Häfen und Schifffahrt der SPD-Fraktion.